# Anadenidae
Die Anadenidae sind eine Familie von Nacktschnecken aus der Unterordnung der Landlungenschnecken (Stylommatophora). Die wenigen Arten sind auf Nordindien, Pakistan, Nepal, Südchina und Nordvietnam beschränkt.

## Merkmale
Die Vertreter der Anadenidae sind ausnahmslos Nacktschnecken mit wurmförmigem Körper, wobei es sich um mittelgroße bis große Nacktschnecken handelt. Das ursprüngliche Gehäuse ist zu einer flachen, ovalen Schalenplatte reduziert, die komplett vom Mantel umschlossen wird. Dieser wiederum nimmt etwa die Hälfte der Gesamtlänge des Tieres ein und etwa mittig oder etwas hinter der Mitte des Mantels liegt ein Atemloch (Pneumostom). Der Schwanz ist ohne Kiel, der Rücken des Fußes ist gerundet und der Fuß an sich ungeteilt oder nur andeutungsweise dreigeteilt (in Längsrichtung). Die Anadenidae haben einen berippten Kiefer und bei ihnen sind der Ansatz der Muskeln des Buccalapparates und der Muskeln der Tentakeln voneinander getrennt. Ihr Genitalapparat weist einen langen Samenleiter (Vas deferens) auf, dessen distaler Teil mehr oder weniger deutlich in einen Epiphallus umgebildet worden ist. Der interne Penis besitzt einen Rand (verge); ein Stimulator oder andere feste Elemente (Dornen, Haken oder Platten) können vorhanden und sogar verkalkt sein. Die Spermatophore ist schlank, aufgerollt und endet in einem fadenartigen Ende, das mit einem kleinen Haken versehen ist.

## Geographische Verbreitung und Lebensweise
Die wenigen Arten der Familie kommen in Nordindien, Pakistan, Nepal, Südchina und Nordvietnam vor. Sie leben dort in immergrünen Wäldern bis in größere Höhen (über 2000 m). Die Lebensweise ist nur von wenigen Arten bekannt. Anadenus altivagus lebt in immergrünen Eichenwäldern im Himalaya-Vorland Indiens in ca. 2000 m Höhe. Obwohl die Tiere Zwitter sind, ist eine Selbstbefruchtung aber nicht möglich. Von Juli bis August findet daher die Paarung statt und nach erst etwa 60–80 Tagen werden die Eier abgelegt (September/Oktober). Nach der Eiablage sterben die Tiere. Die Eier sind mit etwa 6 mm im Durchmesser relativ groß und die Jungen schlüpfen nach 70 bis 80 Tagen nach der Eiablage im Dezember und Januar. Die Gründe für das Schlüpfen im Winter sind nicht bekannt, allerdings verbleiben die Schlüpflinge in der Erde und halten eine Winterruhe. Erst im Frühjahr verlassen sie die Erde und nehmen zunächst nur langsam, später rascher an Gewicht zu. Im folgenden Winter halten sie wiederum eine Winterruhe, um sich im folgenden Sommer zu paaren und im Herbst die Eier abzulegen. Die Tiere werden auch unter Laborbedingungen nicht älter als zwei Jahre.

## Systematik
Schileyko (2007) stellt nur zwei Gattungen, allerdings mit mehreren Untergattungen in die Familie Anadenidae. In der ursprünglichen Fassung enthielt die Familie noch die beiden nordamerikanischen Gattungen Adenulus und Prophysaon. Später stellte sich heraus, dass diese beiden Gattungen nicht in dieselbe Familie gestellt werden können und die Familie wurde auf die Typusgattung Anadenus und die nahe verwandte Gattung Anadeninus Simroth beschränkt. Insgesamt sind nur etwas mehr als 20 Arten bekannt.
- Familie Andenidae Pilsbry, 1948
  - Gattung Anadenus Heynemann, 1863 (mit den Untergattungen Anadenus (Anadenus) Heynemann, 1863 und AnadenusSagarmathia)  Kusminykh & Schileyko, 2006
  - Gattung Anadeninus Simroth, 1912 (mit den Untergattungen Anadeninus (Anadeninus) Simroth, 1912, Anadeninus (Vietanadenus) Kusminykh & Schileyko, 2006, Anadeninus (Neoanadenus) Wiktor, Chen & Wu, 2000)